# Fábrica de Louças Adelinas
A Fábrica de Louças Adelinas é uma extinta fábrica de louças brancas da década de 1930, fundada pelo comendador Manoel de Barros Loureiro. Foi a primeira grande fábrica de louças a ser instalada no município de São Caetano do Sul, estado de São Paulo. Foi demolida em 1980 para a construção de um terminal ferroviário.
A fábrica chamava a atenção pela sua grandeza, ocupava um terreno de 80.000 m², com 30.000 m² de área construída. A Fachada do prédio principal assemelhava-se a um castelo.

## História
Fundada em 1929, em São Caetano do Sul, seu nome foi dado em homenagem à esposa de Manoel de Barros Loureiro. Contratou técnicos da Alemanha, França, Portugal e contava também com um diretor técnico da Itália (Mário Zappi). No final da década de 1930, chegou a ter mais de 1.200 operários, produzindo anualmente em torno de 18 milhões de peças. Em 1941, seu quadro de funcionários era maior ainda, contava com 1.500 empregados e em 1945 registrou 50 milhões de peças, que eram também comercializadas no exterior.
Ao se divorciar de sua esposa em 1947, um processo traumático expondo publicamente os problemas familiares que estavam sendo tratados na justiça, a fábrica foi arrendada por uma nova empresa criada por Loureiro, a Manufatura Brasileira de Louças. 
Em 1951, após sua morte, Adelina assumiu os negócios e fechou o prédio da fábrica. Devido à irregularidades e brigas familiares, encerra suas atividades em 1952.

## Peças
As peças eram pintadas à mão pelas mulheres, jovens operárias sentadas à uma grande mesa . A fábrica também produzia aparelhos de jantar com monogramas sob encomenda. Entre a variedade de peças, eram produzidos vasos, jarros, centros de mesa, fruteiras, bibelôs, jogos de mantimentos para a cozinha, sopeiras, molheiras, xícaras modelo oitavada, entre outros. Atualmente estas peças podem ser vistas no acervo do Museu Histórico Municipal e na Fundação Pró-Memória, ambos em São Caetano do Sul.